# Лауц, Эрнст
Эрнст Ла́уц (нем. Ernst Lautz; 13 ноября 1887 года, Висбаден, Германская империя — 22 января 1979 года, Любек, ФРГ) — руководящий сотрудник юстиции нацистской Германии, генеральный прокурор в Берлине (1936—1937) и Карлсруэ (1937—1939), главный имперский обвинитель при Народной судебной палате (1939—1945).

## Биография
Получил высшее юридическое образование, доктор права. Участник Первой мировой войны. С 1920 года был прокурором в Нойвиде (ныне земля Рейнланд-Пфальц). В 1930 году стал оберпрокурором Берлинского земельного суда и Берлинского апелляционного суда. Был членом Немецкой народной партии, в мае 1933 года вступил в НСДАП.

31 августа 1936 года стал генеральным прокурором в Берлине, в 1937 году был переведён генеральным прокурором в Карлсруэ (Баден). 1 июля 1939 года стал главным имперским обвинителем Народной судебной палаты. Принимал участие в обсуждении законодательных предположений по эвтаназии — убийству неизлечимо больных. Принимал участие в конференции высших юристов империи 23—24 апреля 1941 года в Берлине, во время которой Виктор Брак и Вернер Хайде информировали об уничтожении неизлечимо больных в газовых камерах в ходе реализации «Акции Т-4». Выступал в качестве обвинителя на ряде процессов по делу лиц, причастных к покушению на А. Гитлера и попытке государственного переворота 20 июля 1944 года.

После войны привлечён в качестве обвиняемого в Нюрнберге к суду Американского военного трибунала по делу юристов и 14 декабря 1947 года приговорён к 10 годам заключения. 1 февраля 1951 года освобождён досрочно из тюрьмы для военных преступников в Ландсберге. После освобождения вплоть до своей смерти жил в Любеке. 1 декабря 1952 года добился себе назначения государственной пенсии, положенной генеральному прокурору.